# Кучу
Кучу, Гучу — один из нойонов-тысячников и сподвижников Тэмуджина-Чингисхана, а также его приёмный брат. 
О настоящих родителях и раннем детстве Кучу ничего не известно, однако, по-видимому, он происходил из удуитов, одного из родов племени меркит. Около 1184 года молодой Тэмуджин напал на меркитов, и в одном из кочевий его воины обнаружили брошенного Кучу, которому на тот момент было около пяти лет. Мальчика взяла к себе на воспитание мать Тэмуджина Оэлун. Кучу не был единственным приёмным ребёнком Оэлун: несколько позже она приютила ещё троих мальчиков — Шиги-Хутуху, Борохула и Кокочу.
Хотя «Сокровенное сказание монголов» не сообщает о заслугах Кучу перед Тэмуджином, они, очевидно, имели место, так как позднее Кучу вместе со своими приёмными братьями получил должность нойона-тысячника. Проводя развёрстку войск, Чингисхан отдал тумены Кучу и Кокочу под начальство своего родного младшего брата Тэмуге-отчигина. 
Следующее упоминание о Кучу в «Сокровенном сказании» относится к периоду, когда Чингисхан, поверив клевете шамана Теб-Тенгри, поссорился со своими братьями и приказал взять одного из них под стражу; узнав о случившемся, Кучу и Кокочу поспешили рассказать обо всём Оэлун, и та, приехав к Чингисхану, убедила его отпустить пленника. 